# مارشال (ویرجینیا)
مارشال (به انگلیسی: Marshall) یک منطقهٔ مسکونی در ایالات متحده آمریکا است که در Fauquier County واقع شده‌است. مارشال ۷٫۴۹ کیلومتر مربع مساحت و ۱٬۴۸۰ نفر جمعیت دارد و ۲۰۸٫۷۹ متر بالاتر از سطح دریا واقع شده‌است.